# Financial Post
 (novembre 2024).
Si vous disposez d'ouvrages ou d'articles de référence ou si vous connaissez des sites web de qualité traitant du thème abordé ici, merci de compléter l'article en donnant les références utiles à sa vérifiabilité et en les liant à la section « Notes et références ».
Le Financial Post est, depuis 1998, le supplément d'actualité financière et économique du quotidien canadien anglophone National Post. Il est à l'origine un journal d'affaires à part entière, fondé en 1907 et dont la diffusion s'est arrêtée en 1998, année de son remplacement par le National Post.

## Histoire
Le Financial Post a été créé en 1907 par John Bayne Maclean. Il s'agissait d'un hebdomadaire de la chaîne Maclean qui est devenu plus tard Maclean-Hunter. 
En 1987, Sun Media a fait l'acquisition du Financial et le transforma en quotidien l'année suivante. 
En 1997, le journal est vendu à Hollinger dont le président, Conrad Black, voulait lancer un nouveau quotidien national canadien pour concurrencer The Globe and Mail. La vente a été conclue officiellement en juillet 1998 et le National Post, dont la base est le Financial Post, voit le jour en octobre.

## Créneau
Le Financial Post avait une clientèle importante de la classe des affaires de Toronto et a réussi à se tailler une bonne place[évasif] en tant au Canada anglais comme supplément du National Post. Il y a eu des rumeurs que les pages du Financial se retrouve dans les cahiers des affaires des journaux de la chaîne CanWest Global Communications, qui a racheté Hollinger, comme c'est le cas de plusieurs sections du Post.

## Éditeurs
John Godfrey, qui a été député Libéral au Parlement du Canada, a été éditeur du Financial Post de 1987 à 1991. Diane Francis a été la dernière éditrice avant le National Post.